# Federico de Aguinaga López
Federico de Aguinaga López, laico mexicano en proceso de beatificación.

## Biografía

### Infancia
Nació en Guadalajara, en el estado mexicano de Jalisco, la mañana del 30 de abril de 1904. Fue bautizado en el Sagrario Metropolitano apenas cuatro días después, el 4 de mayo, recibiendo el sacramento de manos de su tío, Fray Jesús Escudero, OFM, en la Parroquia del Sagrario, a donde correspondía según su barrio. Recibió la confirmación a temprana edad, como se estilaba en ese entonces, de manos del arzobispo José de Jesús Ortiz y Rodríguez.
A la edad de seis años y ocho  meses recibió la Sagrada Eucaristía en la Basílica de San Felipe Neri (6 de enero de 1911, fiesta de los Santos Reyes). Sus padres fueron Don Primitivo de Aguinaga Escudero, agricultor, y Doña Carmen López Brizuela, dedicada al hogar –un hogar con carencias, pero con un importantísimo fundamento espiritual–. Durante este tiempo, su familia le llamaba "Luis", por el parecido, tanto físico como en su devoción a Dios con San Luis Gonzaga. Tuvo tres hermanos: Jorge, Carmen y Elena, con quienes compartió su infancia en el barrio tapatío del Santuario de San José de Gracia.

### Estudios

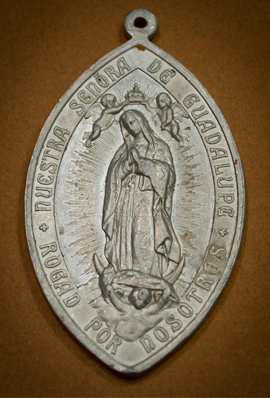
Distintivo de la Congregación Mariana.

Estudió contabilidad, entrando tempranamente a trabajar en la Compañía Hidroeléctrica e Irrigadora Chapala, S.A., donde llegó a ocupar cargos de peso en el área financiera, de donde salió por las políticas antirreligiosas del tiempo de la persecución religiosa. De allí pasó un tiempo al Banco Nacional de México, regresando algunos años después a la Hidroeléctrica Chapala.

### Congregante mariano

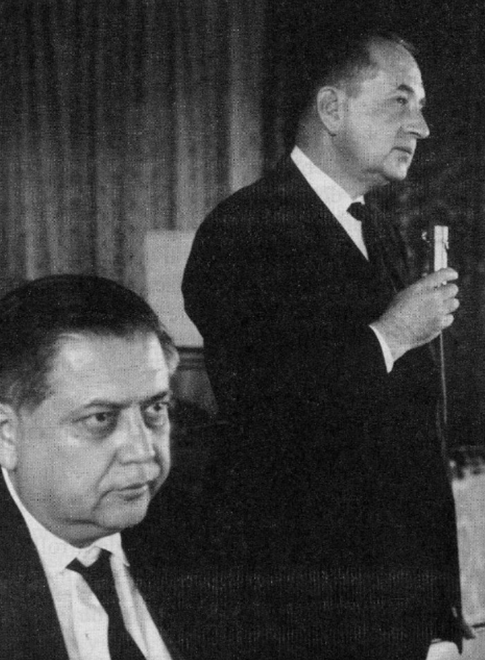
Don Fede y el Padre Águila.

Durante 1914, fue invitado por el presbítero Manuel Diéguez para participar en la Congregación Mariana que recientemente se había movido al Santuario de San José de Gracia desde su sede original (Templo de Santa Teresa de Jesús). Esta invitación nació de la profunda religiosidad y recogimiento que el Padre Diéguez notó en el pequeño Federico y resultó en su ingreso formal a dicha institución el 15 de agosto del mismo año.
Habiendo pasado por diversas secciones espirituales de la Congregación (Eucarística y Laus Perennis), así como de otras culturales (Círculo Literario, Academia Cervantes y Revista Atenas), fundó el 13 de mayo de 1917 la Sección Catequística de dicha Congregación Mariana, dedicando su vida al desarrollo espiritual y humano de niños, adolescentes y jóvenes. Con grande cultura y un vasto conocimiento de las Sagradas Escrituras y otros documentos de la Iglesia Católica, sabía ponerse a tono con la audiencia, capturando su atención, tanto por su conocimiento, como por la manera en que saboreaba la reflexión de los textos sagrados.
Siempre consciente de que el amor de Dios se derrama en nuestros hermanos más necesitados a través de las obras de misericordia, supo orientar diversas obras de caridad, que lograron llevar de manera concreta ayuda fraterna a comunidades y personas de escasos recursos. Participó activamente en las secciones Misional, Conferencia de San Vicente y Pro Seminario. Esto además de la fundación y operación de la Escuela Morelos, el Dispensario Médico, el Deportivo Morelos y la Casa de Descanso José Vicente.

### Vocación sacerdotal
Es de mencionar que, aunque el sacerdocio fue su inquietud desde temprana edad, Don Fede nunca pudo avanzar en su preparación. Dos veces lo intentó, pero cada vez que se abocaba al estudio, caía enfermo. El arzobispo José Garibi Rivera, habiendo pedido ayuda al Espíritu Santo, pues Don Fede era a todas luces devoto y amantísimo de la Sagrada Eucaristía, le pidió desistir en sus intentos, considerando las enfermedades una señal divina. En lugar de esto, Monseñor le indicó continuar con su obra catequética y con la revista Labor.

### Persecución religiosa
Una de las pruebas más difíciles de la Congregación Mariana ocurrió durante la persecución religiosa en México, siendo necesario que los servicios religiosos se llevaran a cabo alrededor de las 2 de la mañana. Cuando el Padre Diéguez tuvo que salir del país por el recrudecimiento de las políticas anticlericales, teniendo la necesidad imperiosa de dejar a alguien a cargo, tuvo el acierto de asignar a Don Fede –entonces de solamente 24 años– a la tarea de velar por los congregantes: "Les encargo una Congregación floreciente, les entrego un cuerpo vivo, no quiero, a mi regreso, encontrar un cadáver". La tarea fue cumplida, con tesón, valentía y gran esfuerzo, al pie de la letra y aún más allá.

### Devoción mariana
Devotísimo de la Virgen María, fomentó la práctica mariana, principalmente mediante su ejemplo de recogimiento y oración, siempre obediente a las indicaciones de los directores de la Congregación: el P. Manuel Diéguez y el P. Ildefonso Águila.
Federico de Aguinaga fue siempre servicial y sumamente humilde; aun cuando llegaba a corregir, lo hacía en tal tono y con tales palabras, que transmitía su mensaje con un tierno amor paterno, dejando una sensación de paz y tranquilidad en quien lo escuchaba. Es de imaginar la lucha interna que habrá sufrido entre su humildad y el nombramiento de parte de SS Juan XXIII como  Caballero de San Gregorio Magno (mismo que compartió con otro importante "pilar" de la congregación: el piadoso caballero y gran amigo suyo, profesor Eduardo Levy Villegas).

### Su muerte
Falleció el 16 de diciembre de 1995, después de largos períodos de reclusión en casa por indicación médica. No hay mejor descripción de su vida que la indicada en la placa que se colocó el lado derecho del altar del Santuario de Señor San José, donde reposan sus restos, en el mismo lugar donde llevó a cabo las moniciones en las misas semanales de la Congregación: "Dn. Federico de Aguinaga, cuyo vivir fue Cristo, cuyo amor fue María, cuya preocupación fue acercar a los jóvenes a Dios."

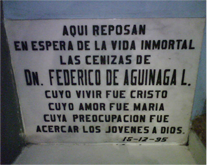
Lugar de descanso de los restos de Don Fede, Santuario de San José de Gracia, Guadalajara, México.

## Proceso de beatificación

### El proceso
El proceso para llevarlo al altar (CCS 2602), por virtudes heroicas, recibió el Nihil obstat el 11 de mayo de 2004, y las pesquisas fueron iniciadas el día 14 del mismo mes. La Iglesia católica lo declaró siervo de Dios.
El proceso de beatificación está liderado por monseñor Rubén Darío Rivera Sahagún, desde el Santuario de San José de Gracia, en Guadalajara, México (Paseo Alcalde 294, +52 33 3614 2746), donde se recibe información de gracias obtenidas mediante la intercesión de Don Fede para su integración en el expediente. El postulador de la Causa es el presbítero Tomás de Híjar Ornelas.

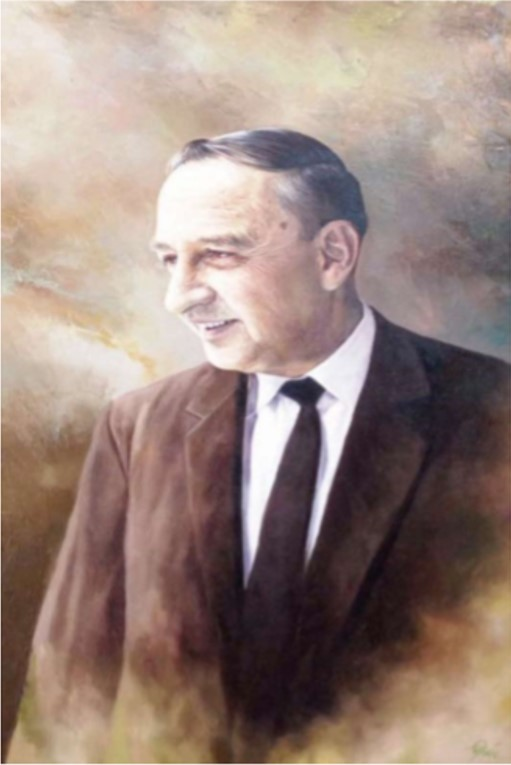
Imagen oficial del Siervo de Dios Federico de Aguinaga López, ejecutada por el pintor Yoel Díaz Gálvez, basada en una fotografía de 1964.

El proceso diocesano, llevado a cabo en la Arquidiócesis de Guadalajara, se completó el 3 de octubre de 2011. En esa fecha, en acto presidido por el cardenal Juan Sandoval Íñiguez, monseñor Rubén Darío Rivera Sahagún y el presbítero Jorge Jiménez Vázquez (juez delegado de la Causa), se revisaron los materiales presentados por el postulador de la Causa, mismos que, previa notarización, se guardaron en cajas lacradas para hacer llegar las actas, testimonios y demás documentación a la Congregación para las Causas de los Santos de la Santa Sede. El proceso se encuentra en fase de postulación, siendo presidida, como relator, por fray Giovangiuseppe Califano, OFM.
A instancias de la Congregación para las Causas de los Santos en Roma fue necesario elegir una imagen oficial del Siervo de Dios Federico de Aguinaga López, misma que fue ejecutada por el pintor Yoel Díaz Gálvez, basada en una fotografía de Don Fede de 1964.

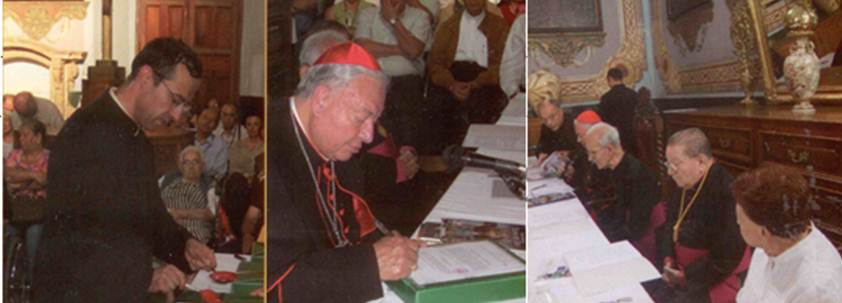
Cierre del Proceso Diocesano.